# Buchnera aphidicola
Buchnera aphidicola es una proteobacteria de la familia Erwiniaceae. Es la única especie de su género. Es un endosimbionte primario de los áfidos. Se cree que Buchnera fue una vez un organismo Gram-negativo de vida libre similar a los modernos Enterobacteriaceae tales como Escherichia coli. Buchnera tiene un diámetro de 3 µm y presenta algunas de las características de sus parientes  Enterobacteriaceae tales como una pared Gram-negativa. Sin embargo, al contrario que la mayoría de las bacterias gram-negativas, Buchnera carece de los genes que codifican los lipopolisacáridos (LPS) de su membrana exterior. Su larga asociación con los áfidos y la limitación del cruzado cromosómico debido a una transmisión estrictamente vertical han ocasionado la pérdida de los genes requeridos para la respiración anaeróbica, la síntesis de amino-azúcares, ácidos grasos, fosfolípidos y carbohidratos complejos. Esto ha resultado no sólo en uno de los genomas más pequeños de todos los organismos vivos conocidos, sino también en uno de los más estables genéticamente. 
La asociación simbiótica con los áfidos comienza entre hace 150 y 200 millones de años y ha persistido a través de transmisión maternal y co-especializción. Los áfidos han desarrollado células bacteriocitas que hospedan a Buchnera. Se estima que un áfido maduro puede hospedar a 5,6 × 106 bacterias. Buchnera ha perdido los factores reguladores lo que le permiten una continua sobrerproducción de triptófano y otros aminoácidos. Cada bacteriocito contiene múltiples vesículas, denominadas simbiosomas que derivan de la membrana citoplasmática. 